# Devil’s Dyke (Cambridgeshire)

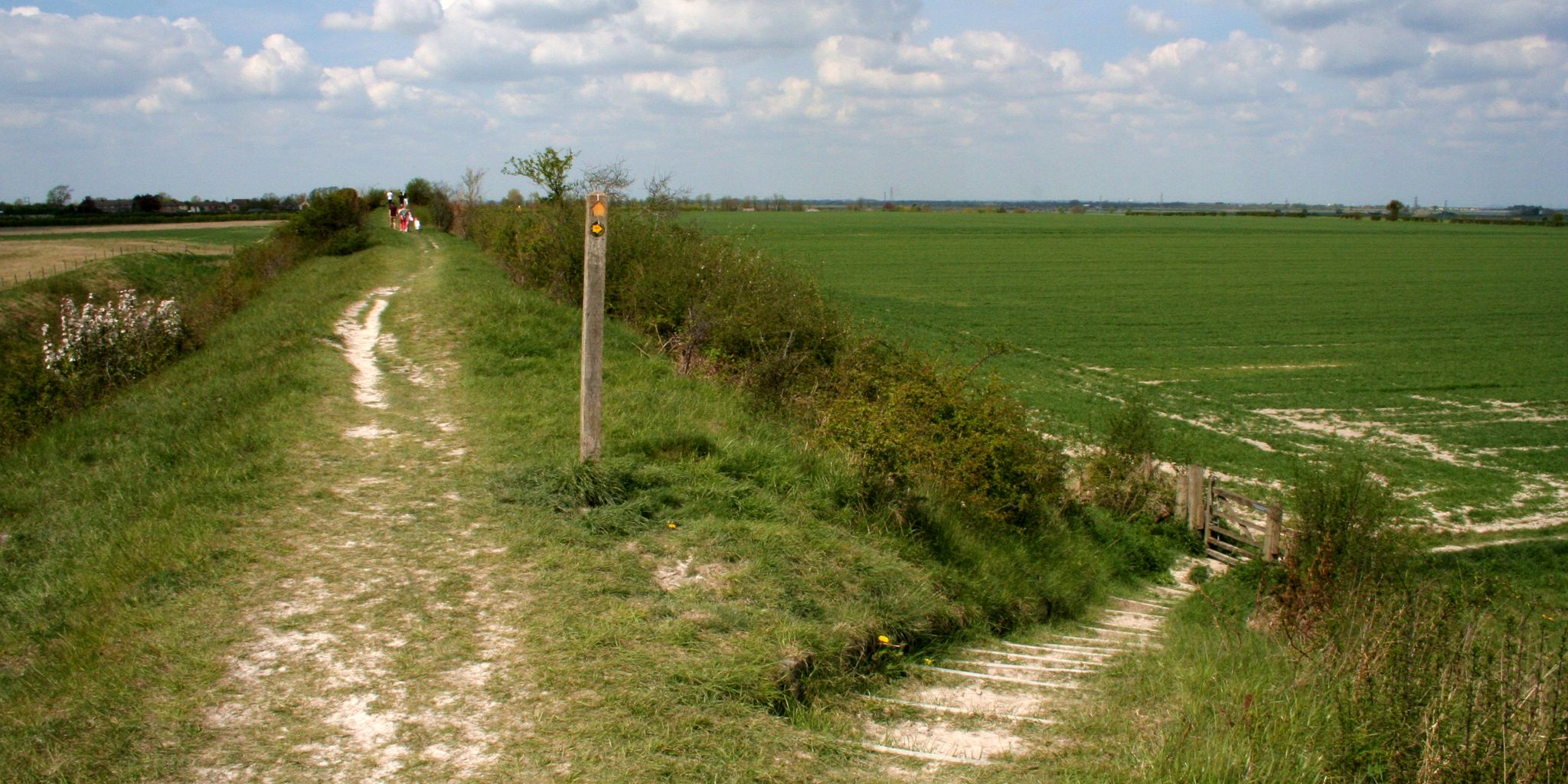
Blick vom Devil’s Dyke in Richtung Reach

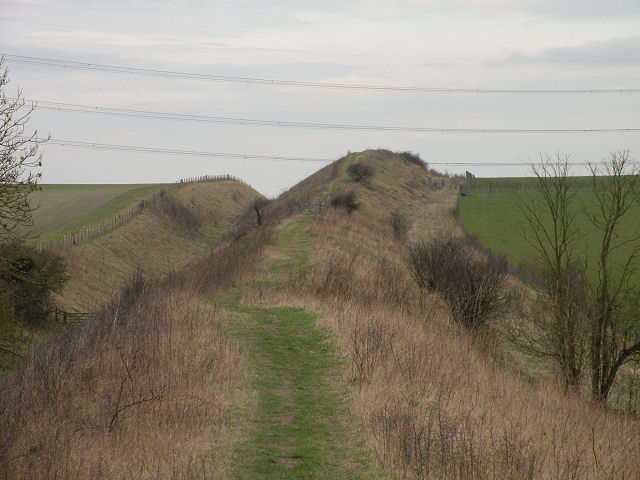
Der Erdwall mit dem Graben

Devil’s Dyke bei Newmarket

Der Devil’s Dyke (auch Reach Dyke oder Devil’s Ditch, früher auch St Edmund’s Ditch genannt) ist ein aus dem 5. oder 6. Jahrhundert stammendes Erdwerk in der englischen Grafschaft Cambridgeshire. Er besteht aus einem 12,1 Kilometer (7,5 Meilen) langen Erdwall mit einem Graben, der sich von Reach in südöstliche Richtung bis nach Woodditton erstreckt. Beim Devil’s Dyke handelt es sich um einen der größten und am besten erhaltenen Erdwälle in England. Es wird davon ausgegangen, dass er von den Angelsachsen errichtet wurde.

## Beschreibung
Der Devil’s Dyke ist rund 12,1 Kilometer lang und ist damit der größte Erdwall im Cambridgeshire. An einigen Stellen erreicht der Dyke eine Höhe von 9 Metern und eine Breite von 36,5 Metern. Er wurde auf einem niedrigen Haufen bestehend aus der ursprünglichen Humusschicht errichtet, auf dem der Aushub aus dem Graben aufgehäuft wurde. Seit dem 19. Jahrhundert wurden mehrere Eisenbahnlinien und Straßen durch das Erdwerk des Devil’s Dyke angelegt. Zu ihnen zählen unter anderem die A11 road und die A14 road sowie eine Nebenlinie der Ipswich to Ely Line.
Beginnend im Dorf Reach verläuft der Devil’s Dyke durch offenes Gelände, welches heute durch landwirtschaftliche Flächen gekennzeichnet ist, bevor er den Newmarket Racecourses passiert. Das südliche Ende des Dykes befindet sich in den Wäldern eines Privatanwesens in der Nähe des Dorfes Woodditton.

## Geschichte

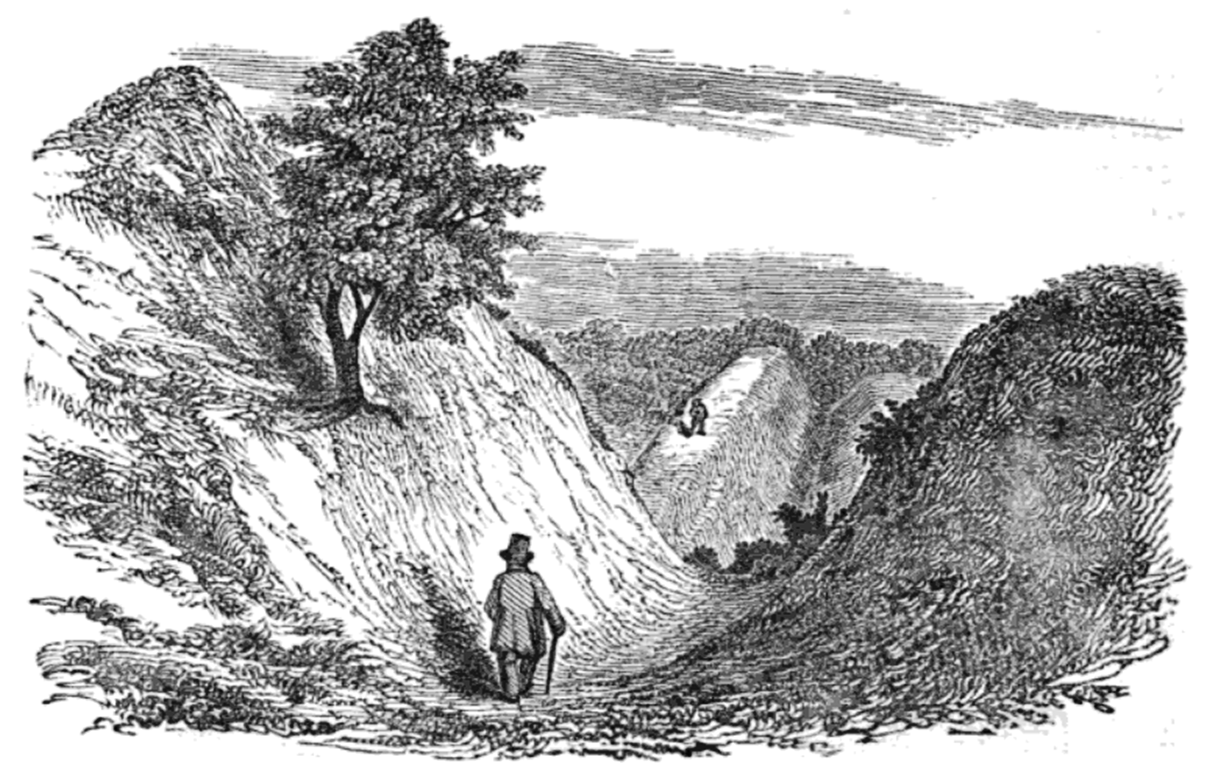
View Looking Towards Woodditton von Daniel Lysons in Proceedings of the Bury & West Suffolk Archæological Institute, 1853

Wallprofile in Cambridgeshire, nach Hartshornes Salopia Antinqua, 1841

Der Devil’s Dyke ist das größte und besterhaltene von mehreren im südlichen Cambridgeshire gelegenen Erdwerken. Als er im 5. oder 6. Jahrhundert errichtet wurde, lag er zwischen den sumpfigen und unpassierbaren Regionen der Fens im Nordwesten und den dichten Wäldern im Süden. Es ist möglich, dass er über einem früheren, aus vorgeschichtlicher Zeit stammenden Erdwall errichtet wurde. Es ist nicht bekannt, wer genau den Dyke errichtete. Er lag an der Grenze der angelsächsischen Königreiche East Anglia und Mercia, und da der Graben auf der Westseite des Dykes liegt, wird vermutet, dass er von den Einwohnern East Anglias zur Verteidigung gegen Mercia errichtet wurde. Der Dyke verhinderte das einfache Passieren und stellte damit eine effektive Verteidigung für die im Osten gelegenen Ländereien dar. Der Dyke kreuzte drei wichtige Römerstraßen und den Icknield Way und diente dazu, den Handel und die Bewegungen entlang dieser Straßen zu kontrollieren. Weiters stellte er eine Verteidigungslinie dar. Der Graben vor dem Erdwall war vermutlich als zusätzliche Verteidigungsmaßnahme mit Büschen bepflanzt. Funde sowie das geringe Vorkommen von Schlamm im Graben vor dem Erdwall lassen darauf schließen, dass der Devil’s Dyke bereits kurz nach seiner Errichtung wieder aufgegeben wurde.
In der Angelsächsischen Chronik findet sich eine Annale für das Jahr 905, als Eduard der Ältere siegreich gegen die Dänen in East Anglia kämpfte, in der der Devil’s Dyke erwähnt wird. Eduard verwüstete die umgebenden Ländereien: „and oferhergade call hera land betwuh dicun and Wusan. call oþ da fennas norð“ – „und er verwüstete das Land zwischen dem Dyke und dem Ouse nordwärts bis zu den Fens“. Abbo von Fleury beschrieb im späten 10. Jahrhundert East Anglia als „fortified in the front with a bank or rampier like unto a huge wall, and with a trench or ditch below in the ground“ – „im vorderen Teil befestigt mit einer Rampe wie für einen großen Wall und mit einem Graben unterhalb“. Das mittelalterliche Flores Historiarum nennt bei seiner Beschreibung der Schlacht zwischen Eduard und seinen Gegnern „...duo fossata sancti Eadmundi...“ – „die zwei Befestigungen von St Edmund“.
Seit dem 19. Jahrhundert wurden mehrere Eisenbahnlinien und Straßen durch das Erdwerk des Devil’s Dyke angelegt. Zu ihnen zählen unter anderem die A11 road und die A14 road sowie eine Nebenlinie der Ipswich to Ely Line. Im Laufe des 20. Jahrhunderts kam es zu mehreren archäologischen Grabungen und Untersuchungen am Dyke. Bei einer im Zuge des Baus der A14 road durchgeführten Grabung kam es zu Aufschlüssen darüber, wie und wann der Dyke errichtet wurde. In jüngerer Zeit begannen Teile des Dykes mit Büschen zuzuwachsen, weshalb zwischen 2002 und 2007 ein Restaurationsprojekt durchgeführt wurde, bei dem der Dyke wieder in seinen ursprünglichen Zustand zurückversetzt wurde.

## Schutz und Natur
Der Devil’s Dyke wird heute vom English Heritage als Scheduled Monument geschützt und verwaltet. Der Dyke gilt zudem als Site of Special Scientific Interest (SSSI) und Special Area of Conservation.
Ein Wanderweg verläuft entlang des gesamten Dykes. Entlang dieses Weges kann man einige seltene Pflanzenarten finden, welche typisch für Magerrasen sind. So ist der Devil’s Dyke einer von nur zwei Orten in Cambridgeshire, an denen eine Art der Kuhschellen (Pulsatilla) vorkommt. Eine weitere seltene Pflanzenart ist die Bocks-Riemenzunge (Himantoglossum hircinum). Zu den Pflanzen, die häufig am Dyke vorkommen, zählen die Knäuel-Glockenblume (Campanula glomerata), die Rundblättrige Glockenblume (Campanula rotundifolia), der Gewöhnliche Hufeisenklee (Hippocrepis comosa), die Acker-Witwenblume (Knautia arvensis), Esparsetten (Onobrychis), Kreuzblumen (Polygala) und der Kleine Wiesenknopf (Sanguisorba minor). Der Wald im Süden des Dykes wird aus Birken, Eichen und Eschen gebildet.
Im Bezug auf Schmetterlinge stellt der Devil’s Dyke einen der artenreichsten Plätze in England dar. Zu den dortiGen Arten zählen der Kleine Sonnenröschen-Bläuling (Aricia agestis), der Grüne Zipfelfalter, der Kronwicken-Dickkopffalter (Erynnis tages) sowie der Silbergrüne Bläuling (Polyommatus coridon). Im bewaldeten Bereich am südlichen Ende des Dykes kommen auch der Aurorafalter (Anthocharis cardamines), das Waldbrettspiel (Pararge aegeria), der Rapsweißling (Pieris napi) sowie das Rotbraune Ochsenauge (Pyronia tithonus) vor. Der Feld-Sandlaufkäfer (Cicindela campestris) sowie zahlreiche Arten von Grillen und Heuschrecken zählen zu den weiteren am Dyke auffindbaren Insekten.
Entlang des Dykes und seiner näheren Umgebung brüten unter anderem die Schwanzmeise (Aegithalos caudatus), die Feldlerche (Alauda arvensis), die Goldammer (Emberiza citrinella) sowie die Dorngrasmücke (Sylvia communis).

## Legenden und Namensherkunft
Es existieren mehrere Legenden darüber wie der Devil’s Dyke entstand.
Einer Legende nach soll ganz East Anglia vor langer Zeit von einem Wald bedeckt gewesen sein. In diesem Wald lebte ein Volk von Riesen, welche für ihre Gerissenheit, ihre Stärke und ihre Wildheit bekannt waren. Ihr Anführer war Hrothgar, dessen Tochter Hayenna vom Dämon des Feuers begehrt wurde. Immer wenn ihre Angehörigen auf der Jagd waren, wurde Hayenna von Visionen von brennenden Büschen, Kometen und Blitzen heimgesucht. Hrothgar versprach seiner Tochter, dass der Feuerdämon sie niemals bekommen werde, vor allem da der Gott des Wassers der Feind des Feuers und ihr Verbündeter sei. Hayenna opferte dem Wassergott zwei Böcke, woraufhin ihr der Gott Hrotghar im Schlaf erschien und eine Warnung überbrachte. Der Feuerdämon habe sich mit dem Sturm und mit den Teufeln des Waldes verbündet, aber der Wassergott stehe Hrotghar in der kommenden Schlacht bei. Alle Riesen des Waldes versammelten sich und lauschten Hrotghars Schlachtplan. Sie begannen damit, Bäume zu fällen und Büsche und Sträucher auszureißen, bis sie eine ebene Fläche geschaffen hatten. Dann begannen sie damit, mit ihren Händen einen Graben auszuheben. Das ausgegrabene Erdreiche häuften sie am Rand des Grabens an. So arbeiteten sie drei Tage lang, bis sie am Ende des dritten Tages einen 18 Fuß tiefen und sieben Meilen langen Graben ausgehoben hatten. Der Graben reichte vom Ufer des Flusses bis zum Berg Dithon. Als die Riesen nach getaner Arbeit im frisch ausgehobenen Graben standen, wurden sie vom Dämon der Lüfte beobachtet. Dieser entsandte einen mächtigen Ostwind, der die umstehenden Bäume umwehte und auf die Riesen schmiss. Der Sturmdämon brachte auch Hagel und Eisregen aus dem Norden. Die Riesen wandten sich an Hrothgar und klagten, dass sich die Götter gegen sie gewendet hätten und dass es falsch war, den Feuerdämon herauszufordern. Hrothgar lachte nur und sagte, sie sollten auf das Wunder des Wassergottes warten. Während er sprach, stieg eine Rauchwolke auf und der Eisregen ließ nach. Daraufhin erschien der Feuerdämon und schickte Flammenzungen gegen den Erdwall. Die Riesen flüchteten vor dem Gelächter des Dämons und nur Hrotghar blieb zurück. Er grub mit seinen Händen das restliche Erdreich weg, das zwischen dem Graben und dem Fluss lag. Das Wasser flutete den Graben bis zum Berg Dithon und versperrte dem Feuerdämon den Weg. Der so besiegte Dämon zerstörte in seiner Wut alles auf seiner Seite des Grabens, so dass nur rauchende Baumstümpfe und verbrannte Tiere übrig blieben. Hrotghar leistete einen feierlichen Eid, dem Gott des Wassers täglich zu opfern und den Wall zum Schutze seiner Leute und des Waldes zu erhalten.
Die Namen Devil’s Dyke und Devil’s Ditch lassen sich auf eine nachmittelalterliche Legende zurückführen. Demnach soll der Teufel uneingeladen zu einer Hochzeit in der Kirche von Reach erschienen sein. Als er von den Hochzeitsgästen davongejagt wurde, geriet er in Zorn und schuf den Graben vor dem Dyke mit seinem feurigen Schwanz. Der Name St Edmunds Dyke war vor allem im Mittelalter geläufig und lässt sich darauf zurückführen, dass der Dyke die Grenze der Gerichtsbarkeit der Äbte von Bury St Edmunds markierte. Im Mittelalter wurde er außerdem Great Ditch genannt, und während der Belagerung von Ely durch Wilhelm I. im 11. Jahrhundert wurde der Dyke als Reach Dyke bezeichnet.